# Die Vier im Jeep
Die Vier im Jeep is een Zwitserse dramafilm uit 1951 onder regie van Leopold Lindtberg. Hij won met deze film de Gouden Beer op het filmfestival van Berlijn.

## Verhaal
Een vrouw wacht vlak na de Tweede Wereldoorlog in Wenen op haar echtgenoot, die ontsnapt is uit krijgsgevangenschap. Een politiepatrouille staat haar bij, wanneer er moeilijkheden dreigen met de Russische bezettingsautoriteiten.

## Rolverdeling
| Acteur          | Personage                    |
| --------------- | ---------------------------- |
| Ralph Meeker    | Sergeant William Long        |
| Viveca Lindfors | Franziska Idinger            |
| Yossi Yadin     | Sergeant Vassilij Voroshenko |
| Michael Medwin  | Sergeant Harry Stuart        |
| Albert Dinan    | Sergeant Marcel Pasture      |
| Paulette Dubost | Germaine Pasture             |
| Eduard Loibner  | Hackl                        |
| Hans Putz       | Karl Idinger                 |
| Geraldine Katt  | Steffi                       |